# Soaserana (Menabe)
Soaserana is een plaats en gemeente in Madagaskar gelegen in het district Manja van de regio Menabe. Er woonden bij de volkstelling in 2001 ongeveer 11.000 mensen.
In de plaats is basisonderwijs onderwijs beschikbaar. 98% van de bevolking is landbouwer en de overige 2% is werkzaam in de veeteelt. Het belangrijkste gewas is rijst en uien, maar er worden ook limabonen verbouwd.